# Charles Dutertre
Pour les articles homonymes, voir Dutertre.
Charles Dutertre, né le 11 mars 1972 à Rennes, est un artiste français, auteur et illustrateur de littérature jeunesse. Il vit près de Nantes .

## Biographie
Charles Dutertre a étudié à l'École supérieure d'arts et médias de Caen - Cherbourg et à l'École régionale des beaux-arts de Rennes. Il travaille pour la presse, dont Ouest-France, et pour certains titres de Bayard Presse, tels Astrapi, J’aime lire ou Images doc.  
Depuis le début des années 2000, il illustre des ouvrages jeunesse. Il a réalisé plusieurs dizaines d'albums, écrits par divers auteurs jeunesse, dont Alex Cousseau, Thierry Lenain ou Michel Piquemal, et illustre également des documentaires jeunesse. Il a réalisés quelques albums dont il est auteur, principalement des imagiers. Il est publié chez divers éditeurs, les éditions du Rouergue ou les éditions Sarbacane.
Il a participé à plusieurs numéros de la revue de bande dessinée, Patate douce, en tant qu'auteur-illustrateur, entre 2002 et 2006.
Il illustre plusieurs albums jeunesse écrits par Vincent Cuvellier, dont en 2004 Tu parles, Charles !, qui obtient plusieurs prix jeunesse, ou en 2006, La première fois que je suis née. Ce dernier est adapté en concert en 2010 par l'orchestre national d'Île-de-France. Un album-CD sera publié l'année suivante, récompensé par le Grand Prix de l'Académie Charles-Cros en 2012. 
L'un des artistes illustrateurs qu'il admire est Raymond Savignac.
En 2018, il reçoit le prestigieux prix international, le Prix BolognaRagazzi, dans la catégorie Fiction, à la Foire du livre de jeunesse de Bologne pour L'Oiseau blanc qu'il a illustré, sur un texte de Alex Cousseau. L'album est inspiré de la vie de Charles Nungesser qui, en 1927, a tenté la traversée entre Paris et New York sans escale.
Il vit près de Nantes, et a trois enfants.

## Quelques œuvres

### Auteur et illustrateur
- Pirouette, le Potager moderne, 2004
- L'hôtel des touristes, Delcourt, 2009
- Mon imagier de Bretagne : d'Artichaut à Zef[2], Éditions Ouest-France, 2016
- Mon imagier de Lyon : d'andouillette au zoo de la Tête d'Or, Éditions Ouest-France, 2017
- Mon imagier de Paris : d'Amour à Zoo de Vincennes, Éditions Ouest-France, 2017
- Mon imagier du Moyen âge, Éditions Ouest-France, 2017
- 10 chiens dans la ville, Gallimard jeunesse, 2023

Collectifs
- Participation à la revue collective Patate douce, éditions Le Potager moderne :
  - tome 1 (2002), tome 2 (2002), tome 3 (2003), tome 4 (2003), tome 5 (2004), tome 7 (2005), tome 8 (2006)
- Participation à la bande dessinée muette Comix 2000, éd. L'Association, 1999

### Illustrateur
- Le mariage, c'est pour les nuls !, texte de Thierry Lenain, Nathan, 2002
- Tu parles, Charles !, texte de Vincent Cuvellier, éditions du Rouergue, 2004
- Le grand livre des codes secrets : tout pour inventer de mystérieux messages, texte Michel Piquemal et Daniel Royo, A. Michel jeunesse, 2004
- Charlotte, la roulotte !, texte de Vincent Cuvellier, Éd. d'Orbestier, 2005
- La révolte des cochons, texte de Xavier Armange, Éd. d'Orbestier, 2005
- Les dessous du dragon, texte de Patrick Absalon, illustrations de Vincent Boyer, Charles Dutertre et Julien Norwood, les Éd. du Museum : Tourbillon, 2005
- La première fois que je suis née, texte de Vincent Cuvellier, Gallimard jeunesse-Giboulées, 2006
- Pourquoi coupe-t-on les arbres ? , texte d'Anne-Sophie Baumann, Tourbillon, 2006
- La vie d'une étoile, texte d'Alain Bouquet, Éd. le Pommier, 2006
- Comment ça pousse ? , texte d'Anne-Sophie Baumann, Tourbillon, 2007
- L'archiduc de Tralala et autres histoires, texte de Vincent Cuvellier, Bayard jeunesse, 2008
- L'Enfant qui grandissait[6], texte de Vincent Cuvellier, Gallimard jeunesse-Giboulées, 2008
- D'où vient le poisson pané ? : poissons, coquillages & crustacés, texte d'Anne-Sophie Baumann, Tourbillon, 2008
- Les dessous des baleines, texte de Catherine Vadon, illustrations de Vincent Boyer et Charles Dutertre, Tourbillon, 2008
- Ventricule, texte de Marc Lizano, dessins de Phicil, avec la participation de Ulf K. et Charles Dutertre, Carabas, 2009.
- Atmosphère : quel effet de serre !, texte de Valérie Masson-Delmotte et Marc Delmotte, Éd. le Pommier, 2009
- L'Histoire de Clara[7], texte de Vincent Cuvellier, Gallimard jeunesse-Giboulées, 2009
- Le roi qui n'a rien, texte de Alex Cousseau, Gallimard jeunesse-Giboulées, 2010
- Frères des grandes plaines, texte de Michel Piquemal ; narrateur, Hubert Drac, Bayard jeunesse, 2010 - album-CD
- Les dessous des dinosaures, texte de Cécile Colin-Fromont et Luc Vivès, illustrations de Vincent Boyer, Charles Dutertre et Luc Vivès, les Éd. du Muséum, 2010
- Que trouve-t-on sous la terre ?, texte d'Anne-Sophie Baumann, sous la direction scientifique de François Prognon, Tourbillon, 2010
- La marmite pleine d'or, texte de Jean-Louis Le Craver, Didier jeunesse, 2011
- Les frères Moustaches, texte de Alex Cousseau, Rouergue, 2013
- Super chanteuse et petit pirate[8], texte de Julie Bonnie, Rouergue, 2013
- Lumières : l'"Encyclopédie" revisitée, 1713-2013[9], textes de Franck Prévot, illustrations de onze illustrateurs dont Martin Jarrie, Régis Lejonc, Charles Dutertre, Éd. l'Édune, 2013 - Publié pour le tricentenaire de la naissance de Denis Diderot -  Fait l'objet d'une exposition au même nom.
- Série  Louison Mignon, texte de Alex Cousseau, Rouergue

1. Louison Mignon cherche son chiot, 2015
2. Louison Mignon contre le bandit aux feuilles mortes, 2015
3. Louison Mignon et le cochon caché, 2016
4. Louison Mignon fait des confitures avec le shérif, 2016

- Le chat qui est chien, texte de Alex Cousseau, Rouergue, 2016
- L'Oiseau blanc[5], texte de Alex Cousseau, éditions du Rouergue, 2017
- Brelin de la lune, texte de Kochka, Oskar éditeur, 2017
- La patrouille du rire, texte de Roland Fuentès, Nathan, 2018
- Papa siffle et papa souffle, texte de Michèle Moreau, Didier Jeunesse, 2018
- La brigade du silence, texte de Alex Cousseau, Rouergue, 2018
- Série Mon chien, texte de Myren Duval, Rouergue

1. Mon chien, Dieu et les Pokétrucs, 2018
2. Mon chien, la liberté et les glaces à la mangue, 2023
3. Mon chien, mamie et les graines de grenouilles[10], 2024

- Jeune loup, vieux renard, texte de Richard Marnier, le Vengeur masqué, 2018
- Écoute Papa qui parle avec les animaux, texte de Michèle Moreau, Didier jeunesse, 2018
- Écoute Papa qui jardine et qui joue, texte de Michèle Moreau, Didier jeunesse, 2018
- La route du lait grenadine, texte de Alex Cousseau, Rouergue, 2019
- Chère mamie, texte de Émilie Chazerand, l'Élan vert, 2019
- J'aime pas ma maîtresse, texte de Isabelle Damotte, Magnard jeunesse, 2020
- Les animaux ne sont pas obligés..., texte de Mathias de Breyne, Magnard jeunesse, 2020
- Mon cœur est un petit moteur qui démarre avec de l'amour, texte de Alex Cousseau, Rouergue, 2021
- La brigade du buzz, texte de Alex Cousseau, Rouergue, 2021
- Dans la peau de mon papa, texte de Mathias de Breyne, Magnard jeunesse, 2021
- J'aime pas ma mamie, texte de Isabelle Damotte, Magnard jeunesse, 2021
- Je veux des pouvoirs magiques !, texte de Patricia Berreby, Casterman, 2021
- 100 idées géniales pour chasser la routine en famille, texte de Philippe Brasseur, Casterman, 2021
- Journal d'un chien de campagne[11], texte de Olivier Ka, Rouergue, 2021
- Le petit Bidibi, texte de Serge Valentin, Didier jeunesse, 2021
- Souricette veut un amoureux, texte et voix de François Vincent, Didier jeunesse, 2021 (livre-CD)
- Tarzan pou explorateur, texte de Caroline Roque, Auzou, 2021
- Collection C’est pas grammatique !, texte de Fabien Vehlmann, Six Citrons Acides[12]

1. Le Vélo à ma sœur, 2021
2. Mes quatre z'amis, 2022
3. Je vais au Coiffeur, 2023

- Un ami chez Crapoto, texte de Stéphane Servant, l'Élan vert, 2022
- Nez rouge et dent cassée[13], texte Olivier Ka, Rouergue, 2022
- Harry Cover, texte Claire Renaud, Sarbacane, 2022
- Série Bonaventure et compagnie, texte de Alex Cousseau, collection Dacodac, Rouergue

1. En concert sous les étoiles !, 2023

- Roger sans coquille, texte de de Chris Adam-Fazel, Panthera, 2023
- Série Les week-ends de Polka, texte Thibault Bérard, Milan, 2023-en cours
- Un mammouth pour les vacances texte de Julien Perrin, narratrice Cécilia Anseeuw, Bayard jeunesse, 2023 - Livre-CD
- Ma maman seulement , texte de Juliette Vallery, Mango jeunesse, 2023
- Je le note, texte de Ella Coalman, les Albums Casterman, 2023
- Il était peut-être une fois, texte de Anne-Gaëlle Balpe, l'École des loisirs, 2023

### Spectacles musicaux
La première fois que je suis née, texte de Vincent Cuvellier, est adapté en concert par Marc-Olivier Dupin et l’orchestre national d'Île-de-France en 2010. L'année suivante est édité un album-CD.
Album-CD
- La première fois que je suis née, texte de Vincent Cuvellier, musique orchestre national d'Île-de-France, Gallimard, 2011

Récompensé par le Grand Prix de l'Académie Charles-Cros en 2012.

## Prix et distinctions
- 2004 : Prix Tam-Tam[14]  pour  Tu parles, Charles !, texte de Vincent Cuvellier
- 2006 : Prix des Incorruptibles[15] pour  Tu parles, Charles !, texte de Vincent Cuvellier
- 2006 :  Prix Bernard Versele (4 chouettes) pour  Tu parles, Charles !, texte de Vincent Cuvellier
- 2009 : Prix des Incorruptibles[15] pour La première fois que je suis née, texte de Vincent Cuvellier
- 2012 : Grand Prix de l'Académie Charles-Cros[3] pour l'éditon musicale (album-CD) de La première fois que je suis née, texte de Vincent Cuvellier, musique orchestre national d'Île-de-France
- 2018 :  Prix BolognaRagazzi catégorie Fiction[4], Foire du livre de jeunesse de Bologne  pour L'Oiseau blanc, texte de Alex Cousseau
- 2023 : Prix Tatoulu[16] pour Nez rouge et dent cassée , texte de Olivier Ka

## Quelques expositions
- 2005 : « Dragons », Château de Malbrouck, Manderen (Moselle) ; publication de l'ouvrage, à la suite de l'exposition : Les dessous du dragon, texte de Patrick Absalon, illustrations de Vincent Boyer, Charles Dutertre et Julien Norwood, les Éd. du Museum : Tourbillon, 2005
- 2013 : « Lumières : l'"Encyclopédie" revisitée, 1713-2013 », d'après l'ouvrage éponyme, textes de Franck Prévot, illustrations de onze illustrateurs dont Martin Jarrie, Régis Lejonc, Charles Dutertre, Éd. l'Édune, 2013 (Publié pour le tricentenaire de la naissance de Denis Diderot), Galerie Michel Lagarde.